# Ronal Longa
Ronal Longa Mosquera (* 30. Juni 2004 in Istmina) ist ein kolumbianischer Leichtathlet, der sich auf den Sprint spezialisiert und 2023 Inhaber des Landesrekordes über 100 Meter war.

## Sportliche Laufbahn
Erste Erfahrungen bei internationalen Meisterschaften sammelte Ronal Longa im Jahr 2022, als er bei den U20-Weltmeisterschaften im heimischen Cali im 100-Meter-Lauf mit 10,45 s im Halbfinale ausschied und mit der kolumbianischen 4-mal-100-Meter-Staffel im Vorlauf disqualifiziert wurde. Anschließend gewann er bei den U23-Südamerikameisterschaften in Cascavel in 10,30 s die Bronzemedaille über 100 Meter hinter dem Brasilianer Erik Cardoso und Franco Florio aus Argentinien. Zudem siegte er mit 39,59 s im Staffelbewerb. Im Jahr darauf gewann er bei den U20-Südamerikameisterschaften in Bogotá in 10,08 s die Silbermedaille über 100 Meter und stellte damit einen neuen Landesrekord in der allgemeinen Klasse auf, womit er Diego Palomeque als Rekordhalter ablöste. Zudem sicherte er sich mit der Staffel in 39,77 s die Goldmedaille. Im Juli belegte er bei den Zentralamerika- und Karibikspielen in San Salvador in 10,63 s den achten Platz über 100 Meter und gelangte mit der Staffel mit 39,45 s auf Rang vier. Anschließend gewann er bei den Südamerikameisterschaften in São Paulo mit neuem Landesrekord von 9,99 s die Bronzemedaille hinter dem Surinamer Issam Asinga und Erik Cardoso aus Brasilien. Daraufhin schied er bei den Weltmeisterschaften in Budapest mit 11,31 s im Vorlauf aus. Ende Oktober wurde er bei den Panamerikanischen Spielen in Santiago de Chile im Vorlauf über 100 Meter disqualifiziert. 2024 nahm er an den Olympischen Sommerspielen in Paris teil und schied dort mit 10,29 s in der ersten Runde über 100 Meter aus.
2025 gewann Longa bei den Südamerikameisterschaften in Mar del Plata in 10,04 s die Silbermedaille über 100 Meter hinter dem Brasilianer Felipe Bardi und gewann auch über 200 Meter in 20,56 s die Silbermedaille hinter dem Paraguayer César Almirón.

## Persönliche Bestzeiten
- 100 Meter: 9,99 s (+0,8 m/s), 28. Juli 2023 in São Paulo (U20-Südamerikarekord)
- 200 Meter: 20,56 s (+1,6 m/s), 27. April 2025 in Mar del Plata